# 陆俊华
陆俊华（1962年1月—），江西丰城人。男，汉族。中华人民共和国政治人物。

## 生平
1983年8月参加工作，1987年5月加入中国共产党。江西财经大学计划统计系国民经济计划专业毕业。
1979年9月，在江西财经大学计划统计系国民经济计划专业学习。1983年8月，任中国民航总局计划司助理员、副主任科员。1986年8月，任中央赴贵州讲师团教师。1987年8月，任中国民航局政策研究室副主任科员。1989年5月，任中国民航局办公室秘书处副主任科员。1990年7月，任主任科员。
1990年12月，任国务院办公厅秘书二局三组主任科员。1992年5月，任三组二秘(副处级)。1995年3月，任三组一秘(正处级)。1997年7月，任三组副组长、一秘(正处级)。1998年5月，任秘书二局助理政务专员(副局级，其间：1998年7月—2001年7月，挂职任西藏自治区人民政府副秘书长)。2001年12月，任秘书二局副局长。2004年12月，任秘书二局政务专员、副局长(正局级)。2005年11月，任国务院应急管理办公室(国务院总值班室)主任（2003年9月—2006年6月，在江西财经大学产业经济学专业在职研究生学习，获得经济学博士学位）。2011年1月，任国务院办公厅秘书三局局长。
2014年5月，任海南省人民政府副省长。2017年1月，任中共云南省委常委、纪委书记。2018年2月24日，当选为第十三届全国人大代表。2018年6月22日，任国务院副秘书长。
2021年8月，任中央纪委国家监委驻人民日报社纪检监察组组长。